# Peristeronopigí
Peristeronopigí o Pigi–Peristerona (grec: Περιστερωνοπηγή; turc: Alaniçi) és una vil·la dituada al districte de Famagusta, a Xipre. Es troba a 6 km al sud de Lefkóniko, a la plana de Mesaoria. Històricament, Peristeronopigí ha consistit en dues vil·les contínues: Peristerona (que vol dir "niu de coloms") al sud i Pigi ("pou d'aidua") al nord. Peristeronopigí es troba, de facto, sota control de la República Turca de Xipre del Nord. El 2011 tenia 860 habitants.
Peristeronopigí era una població mixta fins al 1958. A causa de la violència intercomunitària, tots els aproximadament 200 turcoxipirotes van ser desplaçats, refugiant-se a Maratha i a la ciutat de Famagusta. El segon desplaçament es produí el 1974, moment en què tota la població d'origen grecoxipirota (al voltant de 1.700) va marxar fugint de l'avenç de l'exèrcit turc. El 1975 turcoxipirotes de Klavdia (turc: Alaniçi) es van establir a Peristeronopigi, canviant el nom pel d'Alaniçi.